# 革命马克思主义者共产党
革命马克思主义者共产党（英语：Communist Party of Revolutionary Marxists）是印度的一个共产主义政党。该党成立于1996年，分裂自印度共产党（马克思主义）。该党的主席是Ratna Bahadur Rai，秘书长是Taramani Rai。该党的青年翼是民主革命青年联合会。该党曾是印度共产主义者和民主社会主义者联盟的成员。